# Rita Levi-Montalcini
Rita Levi-Montalcini Embaixador(a) da boa vontade da FAO (Turim, 22 de abril de 1909 – Roma, 30 de dezembro de 2012) foi uma médica neurologista italiana.
Foi agraciada com o Prêmio Nobel de Fisiologia ou Medicina de 1986 pela descoberta de uma substância do corpo que estimula e influencia o crescimento de células nervosas, possibilitando ampliar os conhecimentos sobre o mal de Alzheimer e a doença de Huntington. Desde 24 de junho de 1974 era membro da Pontifícia Academia das Ciências.
Em 22 de abril de 2009, ela se tornou a primeira laureada com o Nobel a chegar aos 100 anos de idade, evento marcado por uma festa na prefeitura de Roma. Quando Rita morreu, era a mais velha laureada com o Nobel ainda viva.

## Vida pessoal e educação
Rita nasceu em 22 de abril de 1909, em Turim, de família judia. Rita e sua irmã gêmea, Paola, eram as mais novas dos quatro filhos de Adele Montalcini, pintora e de Adamo Levi, engenheiro eletricista e matemático.
Na adolescência, Rita chegou a considerar uma carreira de escritora e admirava a escritora sueca Selma Lagerlöf. Depois de ver um amigo íntimo da família morrer devido a um câncer de estômago, ela decidiu cursar medicina na Universidade de Turim.
Seu pai não encorajava as filhas a fazer faculdade, temendo que isso atrapalhasse suas vidas como mãe e esposa, mas eventualmente apoiou Rita a cursar medicina ao perceber que não podia dissuadi-la. Na universidade, seu professor de neurologia, Giuseppe Levi, percebeu seu interesse pelo desenvolvimento do sistema nervoso.
Graduou-se em 1936, mas permaneceu na universidade como assistente do professor Levi. Sua carreira acadêmica foi interrompida pelo Manifesto da Raça, de Mussolini, em 1938 e pela introdução das leis raciais no país que barravam judeus nas universidades e em suas carreiras profissionais.

## Carreira
Rita perdeu sua posição de assistente no departamento de anatomia em 1938. Durante a Segunda Guerra Mundial, Rita instalou um laboratório em seu quarto para estudar o crescimento das fibras nervosas em embriões de galinhas, o que pavimentou sua pesquisa laureada anos seguintes.
Quando os alemães invadiram a Itália, a família fugiu para Florença, onde Rita estabeleceu um segundo laboratório no pequeno espaço onde vivia com a família. Nesta época, ela foi voluntária no serviço médico das Forças Aliadas. A família só retornou para Turim em 1945.
Em setembro de 1946, Rita recebeu uma bolsa de estudos de apenas um semestre no laboratório do professor Viktor Hamburger, na Universidade Washington em St. Louis. Depois de duplicar com ele os resultados obtidos em seu laboratório caseiro, Viktor lhe ofereceu um cargo de pesquisadora associada, que ela manteve pelos próximos 30 anos.
Foi neste laboratório que ela conduziu seu mais importante trabalho, em 1952: isolar o fator de crescimento neural através de observações de certos tipos de tecidos cancerosos, o que causava um crescimento rápido de células nervosas. Ao transferir partes dos tumores para embriões de galinhas, Rita estabeleceu que a massa de células cancerosas estava repleta de fibras nervosas. A descoberta de que nervos cresciam ao redor de células tumorais foi surpreendente. O crescimento do nervo produzido pelo tumor era algo nunca antes observado. Os nervos tomavam áreas de outros tecidos e até mesmo invadiam as veias dos embriões. Mas os nervos não cresciam nas artérias, o que sugeria que o tumor em si soltava uma substância capaz de estimular o crescimento dos nervos.
Tornou-se professora titular em 1958. Em 1962, montou um segundo laboratório em Roma, dividindo seu tempo com o trabalho em St. Louis. De 1961 a 1969, ela dirigiu o Centro de Pesquisa Neurobiológica do Conselho Nacional de Pesquisa, em Roma. De 1969 a 1978, dirigiu o Laboratório de Biologia Celular. Depois de se aposentar, em 1977, foi indicada como diretora do Instituto de Biologia Celular do Conselho Nacional de Pesquisa da Itália, sediado em Roma, do qual se aposentou em 1979, mas continuou como professora convidada.
Na década de 1990, a pesquisa da ganhadora do prêmio Nobel Rita Levi-Montalcini  descreveu e demonstrou pela primeira vez a relação entre anandamida e PEA - Palmitoiletanolamida. Durante esse período, surgem mais informações sobre as funções dos derivados endógenos de ácidos graxos, e compostos como oleamida, palmitoiletanolamida foram explorados por sua capacidade de modular a sensibilidade e a inflamação da dor, através do que se pensava naquela época seja a via de sinalização endocanabinóide. No organismo, a PEA é sintetizada a partir do ácido palmítico , que é o ácido graxo mais comum em animais e um produto da síntese normal de ácidos graxos. O ácido palmítico também está presente em muitos alimentos, incluindo óleo de palmeira, carnes, queijos, manteiga e laticínios. 

## Reconhecimentos
Rita Levi-Montalcini foi designada em 1 de agosto de 2001, diretamente pelo presidente Carlo Azeglio Ciampi, senadora vitalícia da República Italiana, sendo a segunda mulher a ocupar este cargo, depois de Camilla Ravera.
Além do prêmio Nobel, recebeu o título de doutora honoris causa de várias instituições universitárias: Universidade de Uppsala (Suécia),   do Instituto Weizmann da Ciência (Israel), da McGill University do Canadá, da Universidade Complutense de Madrid, da Universidade Luigi Bocconi (Milão), da  Universidade de Trieste e do Instituto Politécnico de Turim, na Itália, entre outras.
Ao receber o Prêmio Nobel, Rita Levi-Montalcini disse:
| “ | Considero o Nobel superior a meus méritos, talvez fosse mais justo que este reconhecimento valorizasse uma carreira cientifica inteira e o comportamento ético dos cientistas. (cf. Folha de S.Paulo, Edição de 15 de outubro de 1986, p.39) | ” |

Recebeu o Prêmio internacional Saint-Vincent, o prêmio Feltrinelli e o prêmio "Albert Lasker de Pesquisa Médica Básica". Em 22 de janeiro de 2008 foi-lhe concedido o doutoramento "honoris causa" em biotecnologia industrial junto à Università Bicocca, de Milão.
Em 2009, ao completar 100 anos de idade, tornou-se a primeira vencedora do Prêmio Nobel a alcançar um século de vida e também a mais idosa senadora vitalícia em atividade na história da República Italiana. Em 30 de setembro de 2009, pelos seus estudos do sistema nervoso, recebeu o Wendell Krieg Lifetime Achievement Award, prêmio instituído pela mais antiga associação norte-americana de neurociência - o Cajal Club.

## Morte
Rita nunca se casou ou teve filhos. Em uma entrevista, em 2006, disse:
| “ | Nunca hesitei ou tive arrependimentos nesse sentido. Minha vida foi rica em relações humanas, carreira e interesses pessoais. Nunca me senti sozinha. | ” |

Rita faleceu em sua casa, em Roma, em 30 de dezembro de 2012, aos 103 anos. O prefeito de Roma na época, Gianni Alemanno, lamentou sua morte, como uma perda para toda a humanidade, além de vários outros políticos e cientistas italianos.

## Trabalhos
- Origine ed Evoluzione del nucleo accessorio del Nervo abducente nell'embrione di pollo, Roma, Tip. Cuggiani, 1942.
- Il messaggio nervoso, con Pietro Angeletti e Giuseppe Moruzzi, Milano, Rizzoli, 1975.
- New developments in neurobiological research, in "Commentarii", vol. III, n. 15, Pontificia Academia Scientiarum, 1976.
- Elogio dell'imperfezione, Milano, Garzanti, 1987. ISBN 88-11-59390-5.
- NGF. Apertura di una nuova frontiera nella neurobiologia, Roma-Napoli, Theoria, 1989. ISBN 88-241-0162-3.
- Sclerosi multipla in Italia. Aspetti e problemi, con Mario Alberto Battaglia, Genova, AISM, 1989. ISBN 88-7148-001-5.
- Presentazione di Max Perutz, È necessaria la scienza?, Milano, Garzanti, 1989. ISBN 88-11-59415-4.
- Prefazione a Carlo Levi, Poesie inedite. 1934-1946, Roma, Mancosu, 1990.
- Prefazione a Gianni Bonadonna, Donne in medicina, Milano, Rizzoli, 1991. ISBN 88-17-84077-7.
- Presentazione di Gilberto Salmoni, Memoria: un telaio infinito Dialogo su un mondo tutto da scoprire, Genova, Costa & Nolan, 1993.
- Prefazione a Giacomo Scotti (a cura di), Non si trova cioccolata. Lettere di bambini jugoslavi nell'orrore della guerra, Napoli, Pironti, 1993. ISBN 88-7937-095-2.
- Reti. Scienza, cultura, economia, con Guido Cimino e Lauro Galzigna, Ancona, Transeuropa, 1993. ISBN 88-7828-101-8.
- Vito Volterra. Il suo percorso, in Scienza, tecnologia e istituzioni in Europa. Vito Volterra e l'origine del CNR, Roma-Bari, Laterza, 1993. ISBN 88-420-4147-5.
- Il tuo futuro, Milano, Garzanti, 1993. ISBN 88-11-73837-7.
- Per i settanta anni della Enciclopedia italiana, 1925-1995, in 1925-1995: la Treccani compie 70 anni. Mostra storico-documentaria, Roma, Treccani, Istituto della Enciclopedia italiana, 1995.
- Prefazione a American Medical Association, L'uso degli animali nella ricerca scientifica. Libro bianco, Bologna, Esculapio, 1995.
- Senz'olio contro vento, Milano, Baldini & Castoldi, 1996. ISBN 88-8089-198-7.
- L'asso nella manica a brandelli, Milano, Baldini & Castoldi, 1998. ISBN 88-8089-429-3.
- La galassia mente, Milano, Baldini & Castoldi, 1999. ISBN 88-8089-636-9.
- Presentazione di Nicola Canal, Angelo Ghezzi e Mauro Zaffaroni, Sclerosi multipla. Attualità e prospettive, Milano, Masson, 1999. ISBN 88-214-2467-7.
- Intervista in Serena Zoli, Storie di ordinaria resurrezione (e non). Fuori dalla depressione e altri mali oscuri, Milano, Rizzoli, 1999. ISBN 88-17-86072-7.
- L'Università delle tre culture. Conferenza della professoressa Rita Levi-Montalcini, Sondrio, Banca Popolare di Sondrio, 1999.
- Cantico di una vita, Milano, Cortina, 2000. ISBN 88-7078-666-8.
- Un universo inquieto. Vita e opere di Paola Levi Montalcini, Milano, Baldini & Castoldi, 2001. ISBN 88-8490-111-1.
- Tempo di mutamenti, Milano, Baldini & Castoldi, 2002. ISBN 88-8490-140-5.
- Tempo di azione, Milano, Baldini Castoldi Dalai, 2004. ISBN 88-8490-429-3.
- Abbi il coraggio di conoscere, Milano, Rizzoli, 2004. ISBN 88-17-00199-6.
- Lungo le vie della conoscenza. Un viaggio per sentieri inesplorati con Rita Levi-Montalcini, con Giuseppina Tripodi, Brescia, Serra Tarantola, 2005. ISBN 88-88507-56-6.
- Eva era africana, Roma, Gallucci, 2005. ISBN 88-88716-35-1.
- I nuovi magellani nell'er@ digitale, con Giuseppina Tripodi, Milano, Rizzoli, 2006. ISBN 88-17-00823-0.
- Tempo di revisione, con Giuseppina Tripodi, Milano, Baldini Castoldi Dalai, 2006. ISBN 88-8490-983-X.
- La vita intellettuale, in La vita intellettuale. Professioni, arti, impresa in Italia e nel pianeta. Atti del forum internazionale, 13 e 14 febbraio 2007, Bologna, Salone del podesta di Palazzo Re Enzo, Piazza del Nettuno, Bologna, Proctor, 2007. ISBN 978-88-95499-00-0.
- Rita Levi-Montalcini con Giuseppina Tripodi racconta la scuola ai ragazzi, Milano, Fabbri, 2007. ISBN 978-88-451-4308-3.
- Le tue antenate. Donne pioniere nella società e nella scienza dall'antichità ai giorni nostri, con Giuseppina Tripodi, Roma, Gallucci, 2008. ISBN 978-88-6145-033-2.
- La clessidra della vita di Rita Levi-Montalcini, con Giuseppina Tripodi, Milano, Baldini Castoldi Dalai, 2008. ISBN 978-88-6073-444-0.
- Ritmi d'arte, Serra Tarantola, 2008 ISBN 88-95839-05-6
- Cronologia di una scoperta, Milano, Baldini Castoldi Dalai, 2009. ISBN 978-88-6073-557-7.
- L'altra parte del mondo, con Giuseppina Tripodi, Milano, Rizzoli, 2009. ISBN 978-88-17-01529-5.

No campo não científico, em 2006, foi autora do texto de uma música de Jalisse intitulada Linguaggio Universale que participou das seleções para o Festival de Sanremo 2007, mas não conseguiu se classifica.